# Muzeum Współczesnego Pomorskiego Rękodzieła Marynistycznego
Muzeum Współczesnego Pomorskiego Rękodzieła Marynistycznego – muzeum w Sarbsku.
Muzeum zostało otwarte 28 listopada 2003. Pierwsza siedziba mieściła się w Krzywym Domku przy Monciaku w Sopocie. Do maja 2010 roku siedzibą muzeum było Centrum Kultury i Rozrywki Gemini w Gdyni. 

## Ekspozycja
W muzeum mieści się jedenaście stałych ekspozycji:
1. Pomorska Szopka – szopki zawierające elementy marynistyczne
2. Rybackie Scenki Rodzajowe – rzeźba ludowa
3. Pomorskie Łodzie i Kutry – modele rybackich łodzi i kutrów, które łowiły na Bałtyku w ciągu ostatnich 100 lat
4. Rękodzieło Marynistyczne – precjoza wykonywane z pasji i miłości do morza przez ludzi bez formalnego wykształcenia w tej dziedzinie (marynarze, rybacy)
5. Malarstwo Marynistyczne
6. Mesa Kapitana Morgana – w tej kolekcji Muzeum Współczesnego Pomorskiego Rękodzieła Marynistycznego pokazuje na konkretnym przykładzie kolekcjonerskie pasje marynarzy i rybaków. Pokazuje co marynarze i rybacy przywożą z dalekich podróży i co z tego może wyniknąć. Ekspozycja oddaje klimat tawerny portowej, mesy dawnego żaglowca i salonu kapitańskiego.
7. Wystawa Dyplomów Ceremoniału Morskiego – dyplomy są klasycznym przykładem rękodzieła marynistycznego. Ze względu na upowszechnienie na wielką skalę transportu morskiego i podróży statkami wycieczkowymi ginie wspaniała tradycja chrztów morskich (kultywowana jest jeszcze na statkach szkolnych)
8. Warsztat cieśli okrętowego – pokazuje narzędzia szkutnika, rzeźbiarza i cieśli okrętowego Marcela Bielińskiego z Górek Zachodnich
9. Eksponaty związane z PLO – muzeum tworzy kolekcję pamiątek okolicznościowych związanych z największym gdyńskim armatorem Polskimi Liniami Oceanicznymi